# 明透
明透（あす、ASU）は、日本の歌手、バーチャルシンガー。SINSEKAI STUDIO所属。

## 概要
2021年8月にデビュー。

## 来歴
2021年
- 8月23日、クリエイティブレーベル「SINSEKAI STUDIO」からデビュー。
- 11月18日、1stオリジナルソング「スロウリー」MV公開。

2022年
- 7月2日、xR ARTIST SUPER FES 2022へ、存流とのユニット「存流＆明透」として出演。同日には存流＆明透としてのオリジナル楽曲「赤い洗礼」「新世界へ」のMVが公開され、翌日に両曲とも配信リリースされた。
- 8月28日、活動1周年記念として、自身初となるカバーライブ「サンライトLIVE」をYouTubeにて開催。
- 11月19日、存流とのユニット「Albemuth」の結成を公表。

2023年
- 2月25日、存流とのTWO-MAN LIVE「Albemuth」をオンラインにて開催。
- 8月26日、活動2周年を記念して、ストリーミングカバーライブ「サンライトLIVE 2」をYouTubeにて開催。

## 出演

### イベント
- xR ARTISTS SUPER FES 2022（2022年7月2日） - オンライン配信、「存流＆明透」として[3]
- 存流 カバーライブ「むーんらいとLIVE」（2022年6月19日） - YouTube、ゲスト出演[10]
- 春猿火 カバーライブ「シュークリームライブ2」（2022年8月6日） - YouTube、ゲスト出演[11]
- 明透 カバーライブ「サンライトLIVE」（2022年8月28日） - YouTube[5]
- SINSEKAI SPECIAL COVER LIVE（2022年11月19日） - YouTube
- 存流・明透 TWO-MAN LIVE 「Albemuth」（2023年2月25日） - Z-aN
- 花譜3rd ONE-MAN LIVE「不可解参(想)」（2023年3月4日） - 日本武道館、「Albemuth」としてゲスト出演[12]
- KAMITSUBAKI FES '23 <DAY2-カオスのひ>（2023年3月31日） - 豊洲PIT
- 明透 カバーライブ「サンライトLIVE 2」（2023年8月26日） - YouTube[9]

### ゲーム
- 神椿市建設中。（2025年、地邑阿栖）

## ディスコグラフィー

### オリジナル楽曲
|     | タイトル               | 公開日         | 配信日        | 作詞・作曲・編曲                              | ミュージックビデオ                                                                  |
| --- | ---------------------- | -------------- | ------------- | --------------------------------------------- | ----------------------------------------------------------------------------------- |
| 1st | スロウリー             | 2021年11月18日 | 2022年5月6日  | ポリスピカデリー                              | Illustration: 米山舞 Director: ぬヴェントス                                         |
| 2nd | ソラゴト               | 2022年2月15日  | 2022年5月6日  | ポリスピカデリー                              | Animation: HIOKI Movie: Yu Kawai                                                    |
| 3rd | インパーフェクト       | 2022年6月8日   | 2022年6月8日  | 作詞：NEFFY、VITTE(VALIS) 作曲・編曲：Hi-Fi P | Illustration: neguko Movie: アカイユウ Typography: サワイシンゴ                     |
| 4th | アンダーブーケ         | 2022年8月31日  | 2022年8月31日 | 作詞：祭日ハネダ 作曲・編曲：HiFi-P           | Animation: 津田 Director: えいた                                                    |
| 5th | ライトイヤーズ         | 2023年1月18日  | 2023年1月18日 | ポリスピカデリー                              | Illustration: champi Movie: _karudo Logo design: すとろぼ                           |
| 6th | アンメルト・アンブレラ | 2023年8月30日  | 2023年8月30日 | 水槽さん                                      | Movie/Composite: YU KAWAI Animation/Illustration: yuribou Typography Design: strobo |